# Iso Haapasaari (ö i Södra Savolax)
Iso Haapasaari är en ö i Finland. Den ligger i sjön Suomijärvi och i kommunen Sankt Michel i den ekonomiska regionen  S:t Michel och landskapet Södra Savolax, i den södra delen av landet, 190 km nordost om huvudstaden Helsingfors. Öns area är 9,4 hektar och dess största längd är 0,6 kilometer i nord-sydlig riktning.